# Episodi de Il commissario Zorn (seconda stagione)
La seconda stagione della serie televisiva Il commissario Zorn è stata trasmessa in anteprima in Germania dalla ZDF tra il 31 maggio 2002 e il 23 agosto 2002.
| nº | Titolo originale       | Titolo italiano | Prima TV Germania | Prima TV Italia |
| -- | ---------------------- | --------------- | ----------------- | --------------- |
| 1  | Der letzte Anruf       |                 | 31 maggio 2002    |                 |
| 2  | Väter und Söhne        |                 | 7 giugno 2002     |                 |
| 3  | Das Profil des Mörders |                 | 12 luglio 2002    |                 |
| 4  | Feindliche Übernahme   |                 | 19 luglio 2002    |                 |
| 5  | Schöner Tod            |                 | 26 luglio 2002    |                 |
| 6  | Mädchenmord            |                 | 23 agosto 2002    |                 |